# Нефтепровод Одесса — Броды
Нефтепрово́д Оде́сса — Бро́ды — нефтепровод, построенный в 2001 году между городом Одесса на Чёрном море и городом Броды в Львовской области, где осуществлена стыковка с нефтепроводом «Дружба».
Эксплуатационная длина нефтепровода — 667 км, проектная мощность — 14,5 млн тонн нефти в год.

## История проекта
По нефтепроводу предполагалось транспортировать каспийскую и казахстанскую нефть в обход турецких проливов из порта Южный под Одессой на нефтеперерабатывающие заводы Восточной и Центральной Европы и в Северную Европу через порт Гданьска.
Нефтепровод строился на протяжении 1996—2002 годов. Строительство было осуществлено Украиной самостоятельно. Стоимость строительства составила 453 млн долл. Предполагалось, что впоследствии будет проложена труба из Брод до польского Плоцка, который уже соединён нефтепроводом с Гданьском, трансформировав нефтепровод Одесса — Броды в Евро-Азиатский нефтетранспортный коридор. После достройки нефтепровод планируется запустить в аверсном режиме для перекачки каспийской нефти на НПЗ Польши и далее на балтийские нефтетерминалы.
12 июля 2004 года для проектирования и достройки нефтепровода Одесса — Броды к польскому городу Плоцку «Укртранснефтью» и PERN Przyjazń была создана компания ООО "Межгосударственное трубопроводное предприятие «Сарматия».
Между государственными нефтяными и нефтетранспортными компаниями Азербайджана (SOCAR), Грузии (Georgian Oil and Gas Corporation), Литвы (Klaipedos Nafta), Польши (PERN Przyjaźń SA) и Украины (ОАО «Укртранснефть») было подписано соглашение о присоединении к предприятию «Сарматия». Соглашением предусматривалось создание коридора для транспортировки каспийской нефти на европейский рынок через Азербайджан, Грузию, Украину и Польшу. Предполагаемый маршрут транспортировки углеводородов выглядел так: азербайджанская нефть поступает в грузинский порт Супса по имеющейся системе нефтепроводов, далее транспортируется танкерами в одесский порт «Южный», а оттуда доставляется в Европу по нефтепроводу «Одесса—Броды».
10 октября 2007 года в Вильнюсе на энергетическом саммите ГУАМ было подписано соглашение о сотрудничестве в энергетическом секторе, в результате которого проект достройки нефтепровода до Польши мог быть завершён.
В 2013 году Европейская комиссия внесла проект достройки нефтепровода до Плоцка в список 250 самых приоритетных проектов для ЕС до 2020 года.
Достройка нефтепровода до польской границы на октябрь 2013 года оценивалась в 160 млн евро.
Первоначально нефтепровод был рассчитан на транспортировку каспийской нефти. Однако, нефть из Азербайджана начала транспортироваться по нефтепроводу Баку — Тбилиси — Джейхан. С момента ввода в эксплуатацию нефтепровод практически не использовался. С 2005 по 2010 год осуществлялись реверсные поставки по нефтепроводу российской нефти.
Общий объём транспортировки нефти за 2004 год составил 1 млн 49,5 тыс. тонн. За январь — апрель 2005 года в порту «Южный» было отгружено в танкеры около 1770,9 тыс. тонн нефти. в мае 2005 года было запланировано перекачать 729 тыс. тонн нефти.
С 2010 по 2011 год небольшие объёмы нефти были прокачены в Белоруссию.

### Реверсный режим
С 2002 по 2004 год нефтепровод Одесса — Броды простаивал, поскольку правительство Украины не получило от нефтяных компаний, работающих на Каспии, гарантий по загрузке его сырьём. Россия добивалась использования этого участка в реверсном режиме для поставок российской нефти в порты Средиземноморья.
18 августа 2004 года Россия и Украина подписали долгосрочное соглашение о транзите нефти, по которому нефть из нефтепровода «Дружба» поступала на терминалы украинского порта Южный. В соответствии с подписанным соглашением, ТНК-BP обещала в 2005—2007 годах прокачивать по трубопроводу около 9 млн тонн нефти марки Urals ежегодно. Ожидаемая прибыль Украины от этих поставок оценивалась в 92 млн долл. Кроме того, ТНК-ВР предоставила «Укртранснафте» товарный кредит в размере 450 тыс. тонн нефти стоимостью 108 млн долл. под 8 % годовых. Средства были выданы на три года при условии прокачки сырья в реверсном режиме. Кредит был досрочно погашен в 2006 году.
Во время эксплуатации в реверсном режиме Украина пыталась изменить направление нефтяных потоков. В 2005 году избранный президентом Украины Виктор Ющенко назвал нефтепровод Одесса — Броды одним из самых удачных энергетических проектов страны и заявил о намерении переориентировать его на поставки каспийской нефти в Европу. Ющенко и президент Польши Квасьневский договорились срочно достроить нефтепровод до Гданьска. 5 марта 2005 Юлия Тимошенко заявила о готовности прекратить реверсивное движение российской нефти по нефтепроводу Одесса — Броды и пустить в нефтепровод казахстанскую нефть в направлении Европы. В тот же день госсекретарь президента Украины Александр Зинченко по итогам переговоров с казахстанским правительством в Астане сообщил, что участники переговоров выразили интерес к строительству трубопровода Броды — Плоцк протяженностью 490 км и стоимостью 500 млн долл. Этот маршрут позволил бы Украине транспортировать среднеазиатскую нефть до НПЗ в Плоцке. В 2005—2007 на Украине и в Польше сменилось несколько правительств, однако эти планы так и не были осуществлены.

### Последующая эксплуатация
14 мая 2009 года президент Ющенко подписал указ об аверсном режиме работы нефтепровода «Одесса—Броды».
В середине 2010 года эксплуатация нефтепровода в реверсном режиме была прекращена. С ноября того же года начались попытки прокачки венесуэльской и азербайджанской нефти в Белоруссию в рамках двухлетнего контракта.
15 июля 2011 года первая партия азербайджанской нефти «Азери лайт» была прокачана на Мозырский НПЗ. По экономическим причинам вместо плановых 4 млн тонн в год в 2011 году удалось прокачать только 1 млн тонн. С конца 2011 года поставки по этому контракту были прекращены.
В 2011 году «Укртранснафта» не смогла обеспечить прокачку части экспериментальной партии нефти, закупленной у Азербайджана для НПЗ в Чехии. Официально причиной послужила позиция Словакии. В результате нефть была переработана на территории Украины с убытком около 400 млн гривен.
В конце 2013 года нефтепровод был подготовлен к транспортировке российской нефти в реверсном режиме.
29 октября 2013 года на собрании акционеров «Сарматии» представители польской компании «ПЕРН Приязнь» (пол. PERN Przyjaźń) приостановили дальнейшее финансирование проекта. Весной 2014 года технологическая нефть из трубопровода была откачана в резервуары компании Коломойского «Приват». С тех пор нефтепровод простаивает.
Как заявил в апреле 2014 года министр энергетики и угольной промышленности Украины Юрий Продан, с Польшей были возобновлены переговоры о продолжении нефтепровода «Одесса — Броды».

## Собственники
Владельцем нефтепровода является компания «Сарматия». Акционерами «Сарматии» являются:
- PERN Przyjaźń SA[англ.] (27 %)
- Укртранснафта (27 %)
- SOCAR (27 %)
- Georgian Oil and Gas Corporation[англ.] (17 %)
- Klaipedos Nafta (1 %)